# Soheit-Tinlot
Soheit-Tinlot (en wallon Sohet) est une section de la commune belge de Tinlot située en Région wallonne dans la province de Liège.
C'était une commune à part entière avant la fusion des communes de 1977.

## Géographie
Le village de Soheit-Tinlot se trouve donc au carrefour des N.63 et N.66. Une déviation de la N.63 a permis une meilleure fluidité du trafic et une plus grande quiétude dans la rue du Centre. Soheit-Tinlot compte 580 habitants au 1er janvier 2014.
À la limite entre Soheit-Tinlot et Fraiture à une altitude de 270m, se trouve la source du ruisseau de Bonne qui se jette dans le Hoyoux au Pont-de-Bonne.

## Démographie
- Sources:INS, Rem:1831 jusqu'en 1970=recensements, 1976= nombre d'habitants au 31 décembre

## Patrimoine et culture

### Patrimoine architectural

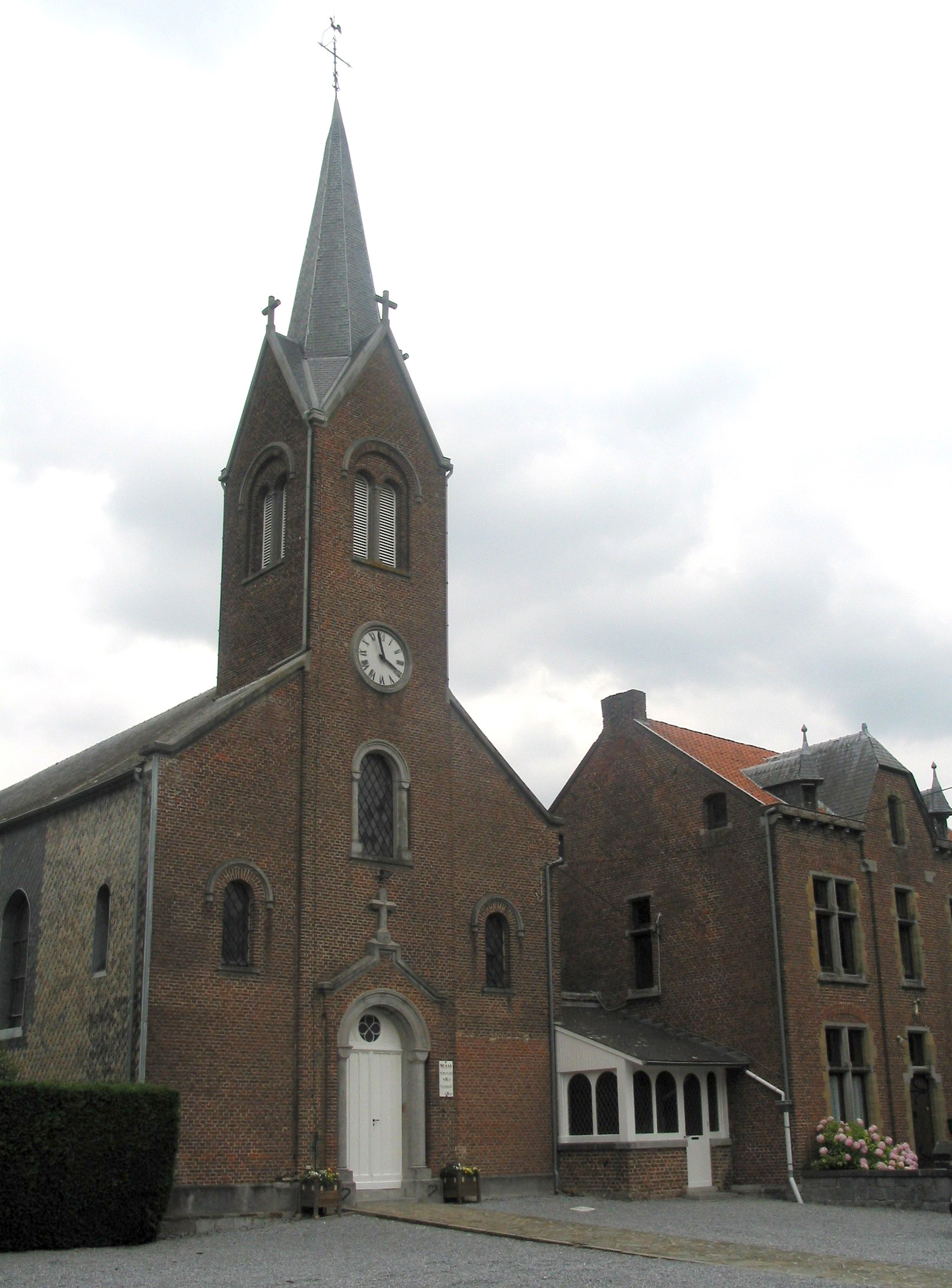
L’église de Soheit-Tinlot.

Le château de Tinlot a été reconstruit en 1617 et restauré au XIXe siècle. Il est entouré d'un grand parc arboré. Derrière le château, se trouve une grande ferme en carré construite à la fin du XVIIIe siècle. Le château possède une chapelle fondée par le seigneur de Tinlot, Wathieu de Woot. On attribue les bas-reliefs de cette chapelle à Jean Del Cour, artiste de renommée né à Hamoir.
L'église Saint-Maurice de Soheit-Tinlot date de 1858. Elle a été construite sur les ruines d'un ancien édifice cité en 1205.
À Soheit, on trouve plusieurs importantes fermes dont une ferme-château avec une partie datant des XVIIe et XVIIIe siècles.

## Économie
Le long de la N 66 en direction de Hamoir et dans la rue du zoning, se trouve une zone d'activité économique d'une surface de 21,04 ha comprenant 36 entreprises employant 169 travailleurs.